# Ephesia umbrata
Ephesia umbrata är en fjärilsart som beskrevs av Schultz 1906. Ephesia umbrata ingår i släktet Ephesia och familjen nattflyn. Inga underarter finns listade i Catalogue of Life.